# Chrystel Egal
Pour les articles homonymes, voir Egal.
 (avril 2014).
Si vous disposez d'ouvrages ou d'articles de référence ou si vous connaissez des sites web de qualité traitant du thème abordé ici, merci de compléter l'article en donnant les références utiles à sa vérifiabilité et en les liant à la section « Notes et références ».
 (avril 2014).
Chrystel Egal est une photographe, vidéaste et écrivain française, née à Grenoble en 1963.

## Biographie
Elle est la petite-fille de Rodérick Egal et la fille de l'architecte Pierre Egal né à Shanghai (Chine).
De 1980 à 1983, elle réalise ses études à l'Institut d'études politiques de Grenoble puis des UV de journalisme à Berkeley (1982) et de montage cinématographique à l'université de Californie à Los Angeles (1984). Elle réalise enfin un troisième cycle au Celsa.
Elle travaille dans les milieux du cinéma (co-scénariste de Faux et Usage de faux réalisé par Laurent Heynemann sur la vie de Romain Gary), de la presse (journaliste à Création Magazine), de la télévision (reporter pour Culture Pub sur M6), de la radio (chroniques aux Carnet Nomade de Colette Fellous sur France Culture). En 1986, elle travaille avec Bruce Weber sur le film Let's Get Lost sur la vie de Chet Baker qui obtint le grand prix de la Critique à la Mostra de Venise et sa nomination aux Oscars du cinéma en 1988.

## Carrière
1993-1996
À partir de 1993, elle produit et réalise ses premiers films en Super 8 à Los Angeles en favorisant le noir et blanc Kodak Tri X. En 1994, elle obtient le prix Villa Médicis hors les murs et part à New York. Elle rencontre le sculpteur Alain Kirili et la photographe Ariane Lopez-Huici avec lesquels elle réalisera de nombreuses collaborations et notamment le Portrait-Fiction Kirili, Toak, le film performance d'Ariane Lopez-Huici, et Ifa, le film de la danse de Cecil Taylor parmi les sculptures de Alain Kirili[pas clair].
Pendant son séjour en 1995, elle reçoit une bourse de l'Omi International Arts Center à la Ledig House, Upstate New York puis une bourse de l'Association française d'action artistique pour résider en Thaïlande.
1997-2005
En 1997, Tribal, son premier film Portrait-Fiction est exposé à l'A.R.C. au musée d'Art Moderne de la ville de Paris.
Elle publie le livre Princess with a penis en lien avec son exposition à Gandy Gallery à Prague et avec la programmation du film Princess with a penis qui traite des travestis et de la question de l'identité sexuelle. En 1998, elle publie son premier roman Kovalam Beach. En 1999, elle reçoit la Bourse Thyde Monnier par la Société des gens de lettres ainsi qu'une bourse d’écrivain remise par le National Literature Centre (en). Elle crée l'installation Room O à la Maison européenne de la photographie à Paris qui pose la question de l'origine des idées et des limites. Cette même année, elle séjourne plusieurs fois en Thaïlande et publie No shit, l'état limite, un carnet de route sur la Thaïlande et réalise No shit l'esprit guerrier, le portrait-fiction d'un jeune boxeur thaïlandais.
En 2001, elle publie un roman intitulé New York est mon excès. En 2002, elle réalise la performance Takuskan - The Essence of Life à la Cité de la musique avec le musicien Ben Neill (en) et elle participe à Multiplex l'une des compositions de son album Automotive.
Depuis 2006
En octobre 2005, elle anime l'Atelier Jeunes Talents au Centre national d'art et de culture Georges-Pompidou Paris. En 2010, elle réalise le film Cherry Vanilla en lien avec la publication des mémoires Lick me par Cherry Vanilla.
Depuis 2013, elle collabore au magazine en ligne J’attends le numéro1 un Laboratoire de Recherches Créatives et continue d'exposer en France et à l'étranger.

## Galerie d'œuvres

### Publications (sélection)
- (my) mandalas, tattoos like prayers, 2014, Leporello  (ISBN 978-2-9550565-0-9)
- New York est mon excès, Actes sud, 2001, 126 p. (ISBN 978-2-7427-3056-8)
- Kovalam Beach, Actes sud, 1998, 168 p. (ISBN 978-2-7427-1656-2)
- Bulle' pocket, callipyge, 2002 (OCLC 416404790)

### Expositions (sélection)
- 1997 Instants donnés. L'A.R.C., Musée d'Art Moderne de la ville de Paris.
- 1998 Princess, galerie Rabouan Moussion.
- 1998 Room O. Maison européenne de la photographie, Paris.
- 1999 Happening, Fnac Forum, Paris.
- 2001 Call & Respons, « Extasy », Villette Jazz Festival, Paris.
- 2002 Electric Body. Cité de la musique, Paris.
- 2002 Au Quartier Coréen. Le Lieu unique, Nantes.
- 2005 Projection Chrystel Egal Maison européenne de la photographie, Paris.
- 2007 Vidéoformes à la galerie du Haut-Pavé, Paris.
- 2008 Biennale d’Art Contemporain de Busan, Corée.
- 2010 9e nuit des femmes. Centre culturel de Schaerbeek, Belgique.